# Because the Night (Cascada)
Because the Night è un singolo dei Cascada del 2008, cover dell'omonimo brano di Patti Smith.

## Classifiche
| Classifica (2008)                   | Massima posizione |
| ----------------------------------- | ----------------- |
| Brasile                             | 15                |
| Bulgaria                            | 31                |
| Francia                             | 37                |
| Germania                            | 3                 |
| Slovacchia                          | 56                |
| UK                                  | 85                |
| U. S. Billboard Global Dance Tracks | 16                |